# Vérteskozma

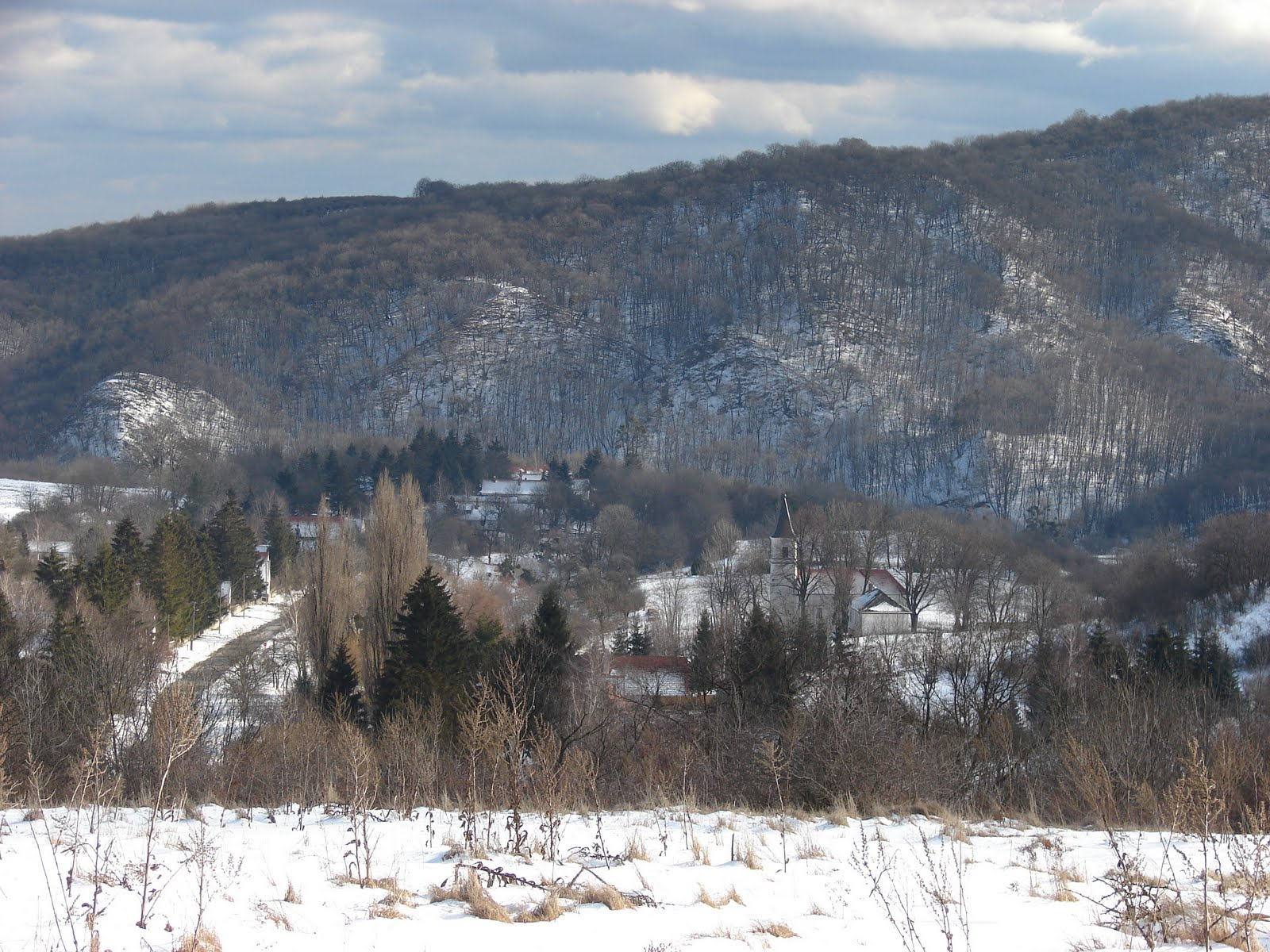
Vérteskozma im Winter (Zustand 2009)

Vérteskozma (deutsch Kosmau) ist eine kleine von Donauschwaben gegründete Ortschaft im Vértes-Gebirge (dt. Schildgebirge), heute Teil der Gemeinde Gánt im Kreis Bicske im ungarischen Komitat Fejér. Die Ortschaft liegt in einem Naturschutzgebiet. Das Dorf gilt heute als „lebendiges Skansen“.

## Geschichte
Das Gebiet um Vérteskozma wird bereits um 1300 erstmals urkundlich – als Besitz der Burgherrschaft Gesztes – erwähnt. Damals wurde allerdings lediglich der Name "Kosma" genannt. Nach der Eroberung des Königreichs Ungarn durch das Osmanische Reich im 16. Jahrhundert, brach in weiten Teilen Ungarns die Zeit der Türkenherrschaft an. Die Bevölkerungszahl der Einheimischen ging rapide zurück. Ganze Landstriche wurden entvölkert, so gab es auch in Vérteskozma keine Bevölkerung mehr.

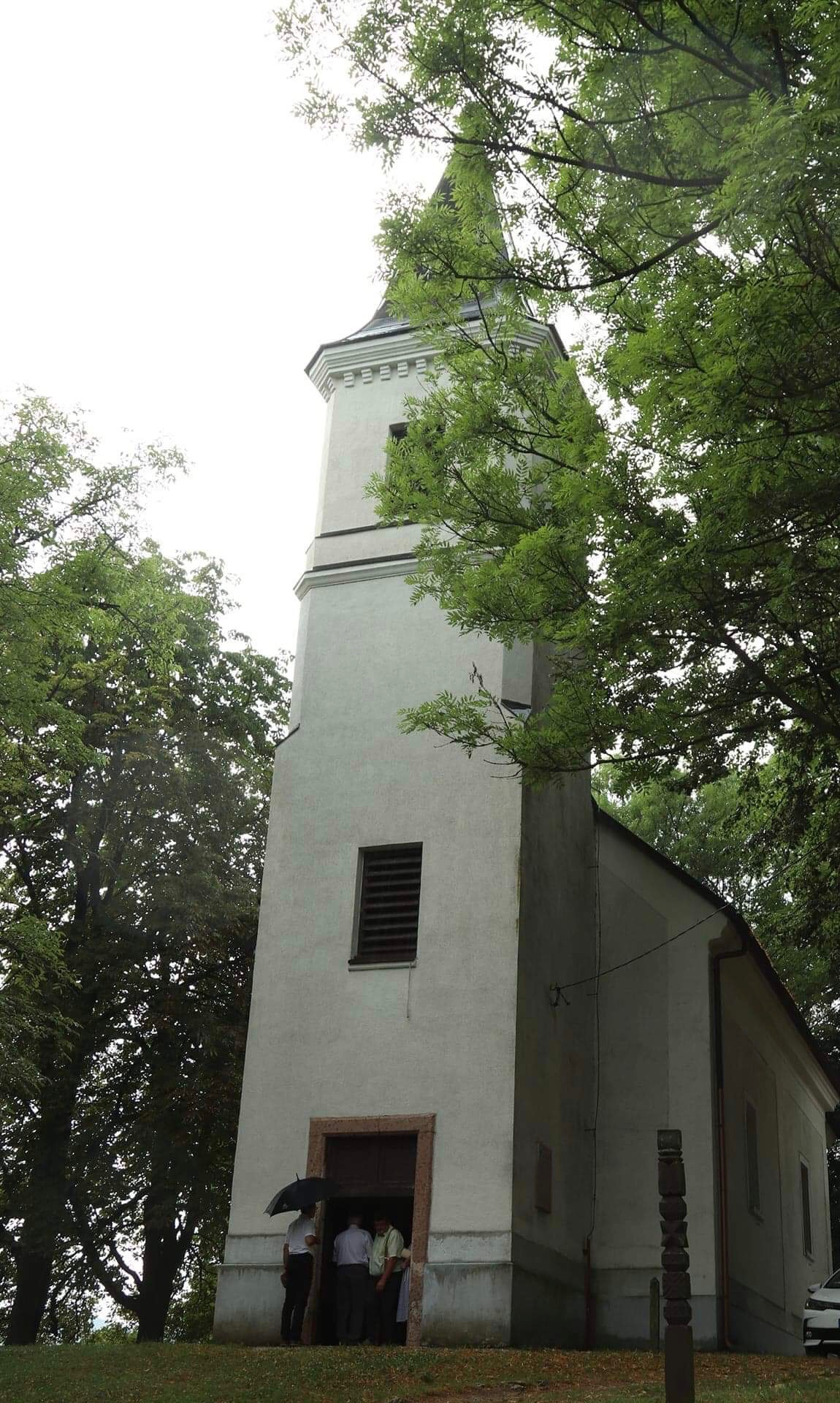
Pfarrkirchlein St. Kosmas und Damian

Seit dem Ende der Türkenherrschaft hatte Anton Graf Esterházy in diesem Gebiet riesige Ländereien. In den 1740er Jahren siedelten die Esterházys, denen das Gebiet zwischenzeitlich gehörte, 59 katholische Bauernfamilien aus Deutschland in Vérteskozma an. Von Anton Graf Esterházy erhielten die aus der Gegend um Ulm stammenden Siedler 1742 Grund und Boden sowie landwirtschaftliche Flächen. Diese deutschen Familien waren die ersten, die Kartoffeln in Ungarn anbauten.
1746 wurde ein Holzkirchlein und das Pfarrhaus gebaut, zwei Jahre später wurde die katholische Volksschule errichtet. Da im Dorf ausschließlich Deutsch gesprochen wurde, erfolgte auch der Schulunterricht und die Gottesdienste in deutscher Sprache. Um 1750 lebten bereits 500 Einwohner im Dorf.
In den Jahren 1778–79 erfolgte ein steinerner Bau des kleinen katholischen Kirchleins, das den Hl. Kosmas und Damian geweiht wurde und die alte Holzkirche ersetzte. Nach dem 1868 erfolgten Umbau erhielt die Kirche ihre heutige Form. In der Kirche finden gegenwärtig keine regelmäßigen Gottesdienste mehr statt. Sie wird jedoch für Trauungen und Sonderveranstaltungen gerne genutzt.

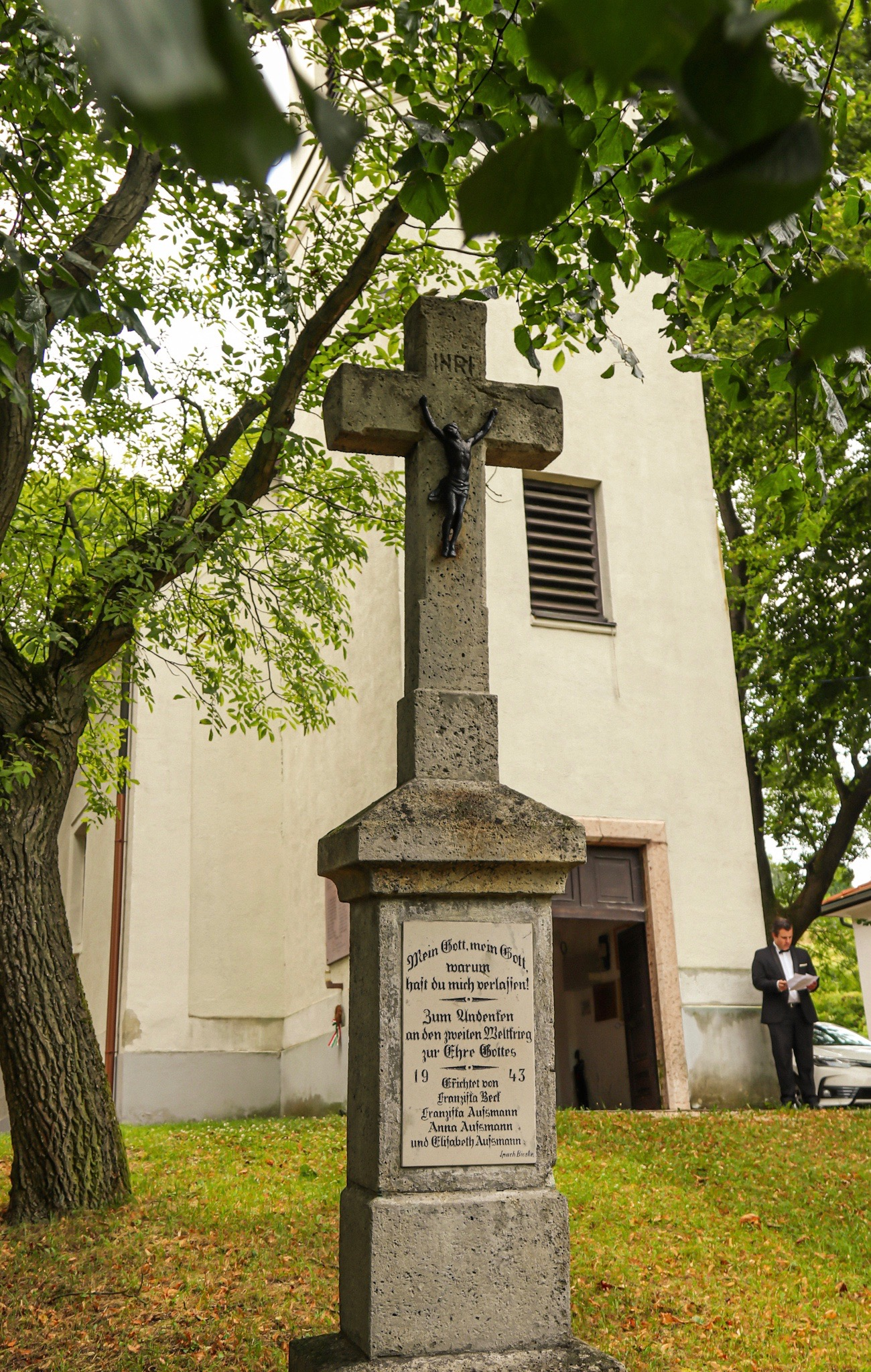
Kruzifix vor der katholischen Pfarrkirche St. Kosmas und Damian

Im Jahre 1908 erhielt die Ortschaft Kozma das Präfix (Vorsilbe) 'Vértes' (benannt nach dem gleichnamigen Gebirge) und wurde in Vérteskozma umbenannt.
Im Jahre 1941 bekannte sich nahezu die gesamte Bevölkerung des Ortes zur deutschen Volkszugehörigkeit. Aufgrund dieser Tatsache wurde im Mai 1946 nahezu das gesamte Dorf zwangsweise nach Deutschland ausgesiedelt. Es durfte nur 25 kg Gepäck (ohne Wertsachen) mitgenommen werden. Insgesamt handelte es sich um rd. 300 Personen, die 68 Familien angehörten und Opfer der Vertreibung wurden. Lediglich vier Familien durften im Dorf verbleiben. Die 59 verlassenen Häuser standen jahrelang leer. In den 1950er Jahren versuchte man Bergleute die damals in den Bauxit-Gruben der Umgebung arbeiteten in den leeren Häusern des Ortes anzusiedeln. Dieser Versuch scheiterte, da sich die neuen Bewohner hier nicht heimisch fühlten und den Ort wieder verließen. Ab den 1970er Jahren begannen Ungarn die verlassenen Häuser aufzukaufen mit der Absicht, diese als Ferienhäuser zu nutzen. 1992 wurde ein Denkmal für die vertriebenen Donauschwaben in der Ortschaft errichtet.
Nach dem Zweiten Weltkrieg wurde Vérteskozma verwaltungsmäßig an die Ortschaft Gánt angegliedert. Heute hat die Ortschaft nur noch 20 ständige Bewohner. Die alten Bauernhäuser der vertriebenen "Donauschwaben" werden heute gepflegt, eine Sonderkommission der Dorfverwaltung achtet darauf, dass die ursprünglichen Häuser- und Gehöftformen erhalten bleiben. Willkürliche Änderungen an der Bausubstanz der ehemaligen Anwesen der Donauschwaben ist nicht gestattet.
Vérteskozma ist – wegen der Naturschönheiten der Umgebung – heute ein beliebtes Ausflugs- und Wandergebiet.